# 永清东站
永清东站是一座位于河北省廊坊市永清县永清镇西麻庄村西南侧、北园子村东侧的铁路车站，2023年12月18日随津兴城际铁路开通运营，现由中国铁路北京局集团天津站管辖。截至2024年1月，由于距永清县城较远的津霸铁路永清站已无旅客列车办理客运业务，永清东站是永清县唯一的铁路客运站。

## 车站结构
永清东站的站房外观以“临空门户展翅腾飞”为设计理念，站房总建筑面积6400平方米，最高客容量达600人。站场采取2台6线布局。

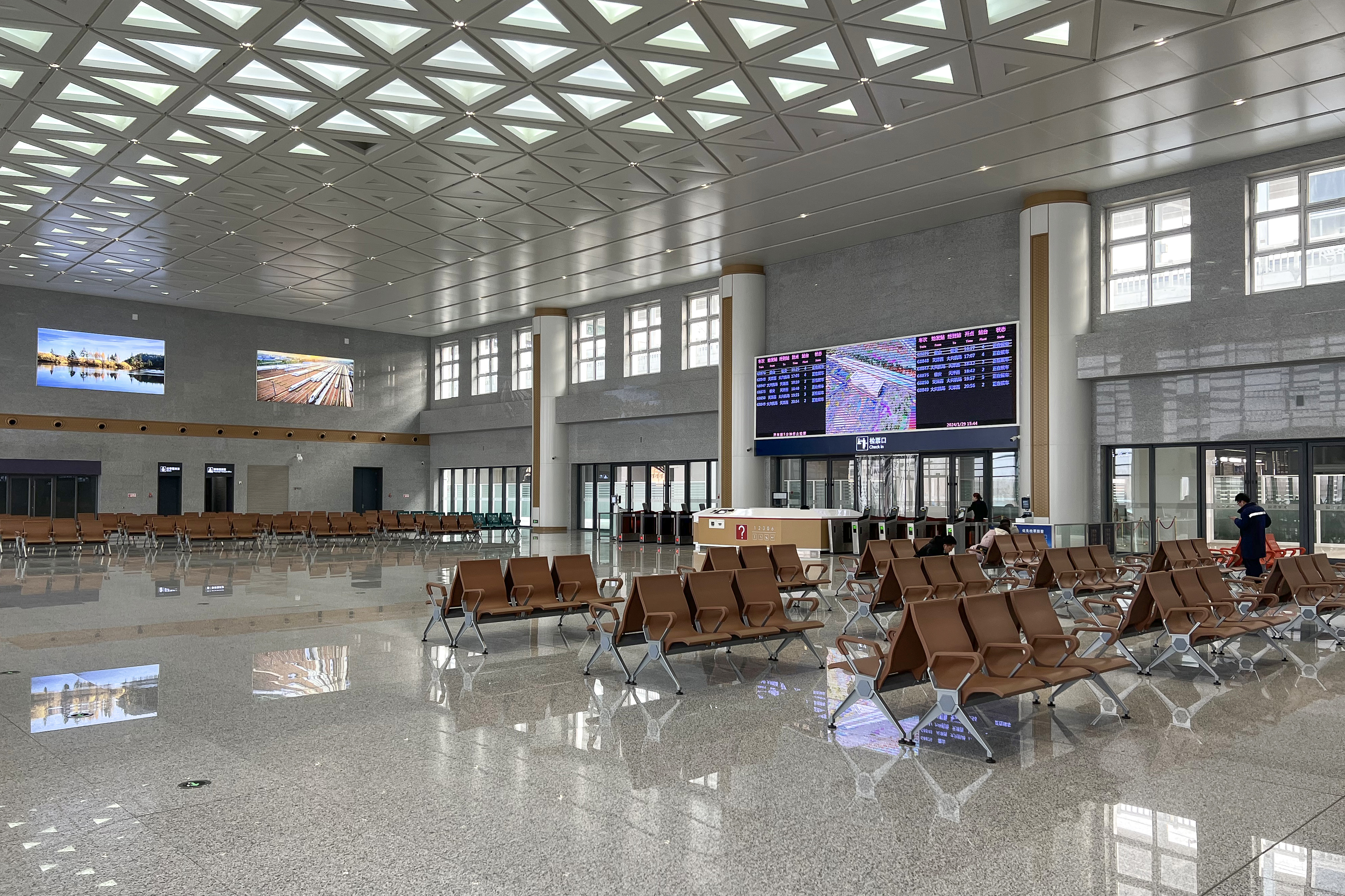
候车室
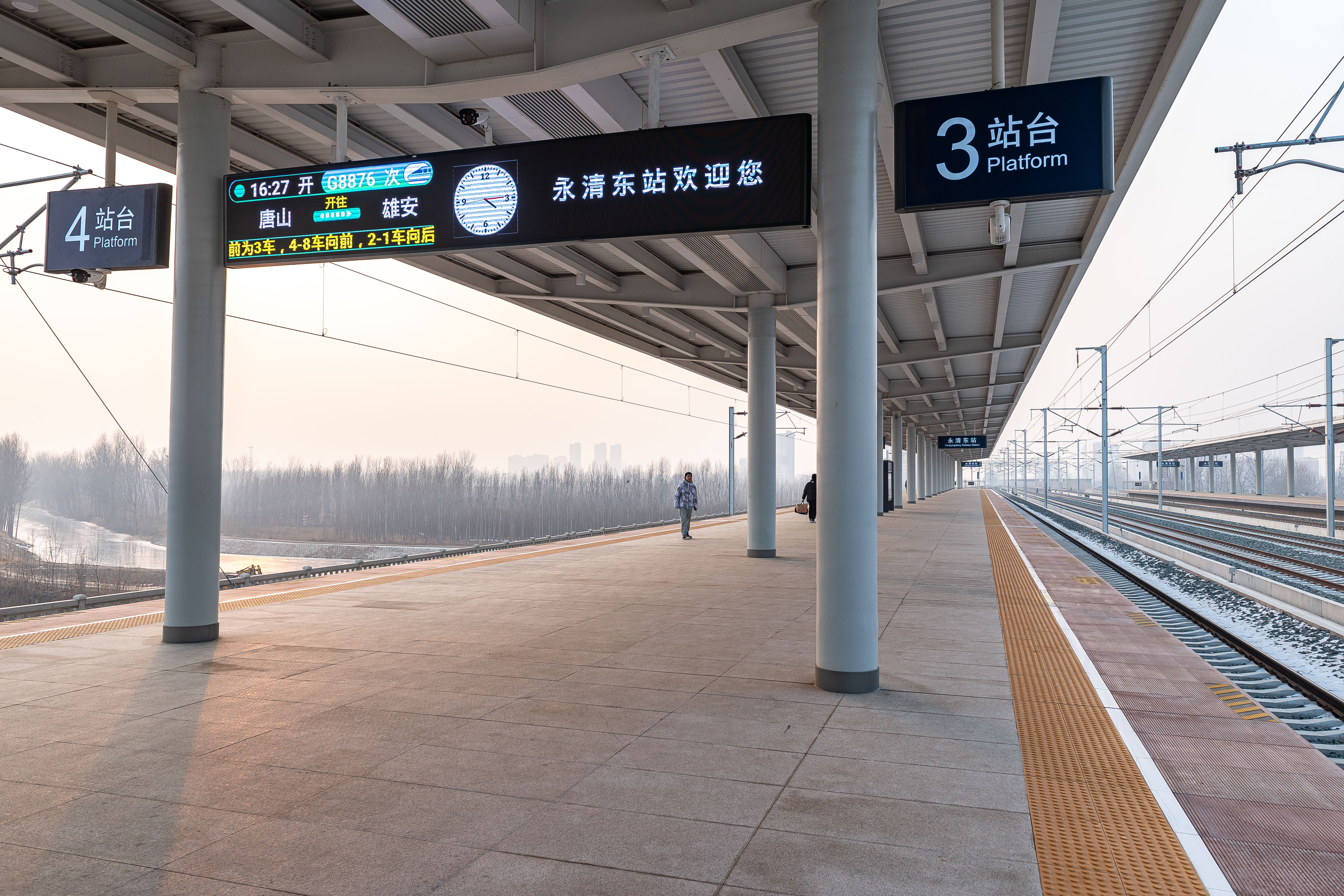
3、4站台

| 2F | 1站台    | 津兴城际铁路 往天津西方向（安次站）     |
| 2F | 岛式站台 |                                         |
| 2F | 2站台    | 津兴城际铁路 往天津西方向（安次站）     |
| 2F | 通过线   | 津兴城际铁路下行列车通过线              |
| 2F | 通过线   | 津兴城际铁路上行列车通过线              |
| 2F | 3站台    | 津兴城际铁路 往大兴机场方向（固安东站） |
| 2F | 岛式站台 |                                         |
| 2F | 4站台    | 津兴城际铁路 往大兴机场方向（固安东站） |
| 1F | 站房     | 进站口、售票、候车、检票口、出站口      |

- 候车室
- 3、4站台